# Гаршино (Курманаєвський район)
Га́ршино (рос. Гаршино) — село у складі Курманаєвського району Оренбурзької області, Росія.

## Населення
Населення — 371 особа (2010; 498 у 2002).
Національний склад (станом на 2002 рік):
- росіяни — 86 %